# Polystachya pamelae
Polystachya pamelae är en orkidéart som beskrevs av Fischer, Killmann och Nsanz. Polystachya pamelae ingår i släktet Polystachya och familjen orkidéer.
Artens utbredningsområde är Rwanda. Inga underarter finns listade i Catalogue of Life.